# Caderno de Esportes
Caderno de Esportes foi o principal telejornal dos canais Esporte Interativo, e um dos programas que esteve entre as maiores audiências da emissora.
O programa contava com duas edições diárias, que iam ao ar às 19h00 (1a edição, apresentada por Eduardo Castro e Taynah Espinoza) e às 00h00 (2a edição, apresentada por Carlos Alberto Vasconcellos e Manoela Caiado).
Segundo a sinopse do programa, o Caderno de Esportes é um "telejornal do Esporte Interativo que conta as principais notícias do mundo dos esportes que marcaram o dia, com informações precisas e sem perder o bom humor".
Em 2016, o programa ficou na 3a posição do "Prêmio Torcedores.com de Mídia Esportiva" (categoria: melhor telejornal esportivo de TV por assinatura).

## Histórico
O programa surgiu em 2007, e era apresentado por Kelly Dias, exibido às 19h15min, e tinha duração de 45min. Em Julho de 2009, ele ganhou uma 2ª edição, que era exibida em parceria com a TV Gazeta.
Em julho de 2010, após o fim da Copa do Mundo e da parceria com a TV Gazeta, o Esporte Interativo reformulou sua programação e o Caderno de Esportes ganhou novos horários: 19h (1ª edição) e a meia-noite (2ª edição).
Em fevereiro de 2012, o programa voltou a ter uma unica edição com 1 hora de duração, e ganhou um novo quadro chamado 'Colunista do Dia', em que cada dia da semana a apresentadora Kelly Dias recebia um apresentador do Esporte Interativo para comentar as principais notícias do esporte.
Em 25 de outubro de 2012, Kelly Dias deixou a emissora, e, por conta disso, o Caderno de Esportes passou a ser apresentado por Mariana Fontes.
No dia 01 de abril de 2013, o Caderno de Esportes ganhou novo cenário, passando a ter bancada, sendo agora apresentado pelo narrador André Henning e pela Mariana Fontes.
Em julho de 2015, Mariana Fontes deixou a bancada do programa, e foi substituída por Emilim Schmitz, contratada pelo EI.Emilim saiu do canal em 2016 e Taynah Espinoza entrou em seu lugar.
Em junho de 2016, Carlos Alberto Vasconcellos (ex-SporTV e Combate), passou a apresentar a 2a edição do programa, ao lado de Manoela Caiado.
Em agosto de 2015, André Henning deixou a bancada do programa para apresentar o No Ar com André Henning. Ele foi substituído por Fred Caldeira, que apresentou o programa até 21 de setembro de 2016, quando passou a ser correspondente do EI na Inglaterra. Fred foi substituído por Pedro Canísio (ex-TV Bahia), que foi contratado pelo canal; mas depois ele também saiu e foi colocado em seu lugar Eduardo Castro, ex-Rede Bandeirantes.
Em 08 de agosto de 2018, o programa sai do ar devido a decisão do Esporte Interativo de encerrar suas operações na TV.

## Prêmios e Indicações
| Ano  | Prêmio                                     | Categoria                                        | Resultado  | Ref.  |
| ---- | ------------------------------------------ | ------------------------------------------------ | ---------- | ----- |
| 2016 | "Prêmio Torcedores.com de Mídia Esportiva" | Melhor Telejornal Esportivo de TV por Assinatura | 3a Posição | [ 4 ] |